# Alto (voix)
Pour les articles homonymes, voir Alto.

Tessiture courante d'une voix d'alto.

Dans la musique classique, un alto (au pluriel, des altos ou alti) désigne avant tout le pupitre de chœur dont la tessiture se situe en dessous des sopranos et au-dessus des ténors.  

## Description

### Voix féminine
Les pupitres alto sont généralement composés de voix féminines dont la tessiture est grave, par opposition aux pupitres soprano. Leur tessiture va généralement du Sol2 au Mi4. 
Le terme est également utilisé comme abréviation de contralto, catégorie de voix soliste.

### Voix masculine
Dans la musique ancienne, on parle également de partie d'alto pour désigner la partie musicale entre la partie la plus élevée (le superius) et la partie de teneur. Cette partie, généralement notée en clé d'ut troisième ligne, était chantée le plus souvent par une voix élevée d'homme, soit en voix naturelle (castrat), soit en voix de fausset (contreténor). Sa tessiture va généralement du Fa2 au Fa4.
De nos jours, on peut avoir affaire à des altos masculins :
- dans un chœur d'enfants où les pupitres de sopranos et altos sont constitués de garçons n'ayant pas mué ;
- dans des ensembles vocaux spécialisés dans le répertoire baroque (ou antérieur) où la partie d'alto est constitué de contreténors.

## Différences entre solistes et voix de chorale
Généralement, la tessiture d'une contralto soliste est plus étendue que celle d'un alto de chorale. Dans un contexte de chorale, certains altos pourraient chanter jusqu'au Ré2, mais pas au delà du Mi4. Le terme « alto » est plutôt réservé aux voix de chorale et « contralto » aux solistes.